# Edward Cardwell
Pour les articles homonymes, voir Edward Cardwell (1er vicomte Cardwell) et Cardwell.
Edouard Cardwell (1787 - 23 mai 1861) est un théologien britannique également connu pour ses contributions à l'étude de l'histoire de l'Église anglaise. En plus de son travail d'érudit, il occupe divers postes administratifs à l'Université d'Oxford.

## Biographie
Cardwell est né à Blackburn dans le Lancashire. Il fait ses études au Brasenose College, Oxford (BA 1809; MA 1812; BD 1819; DD 1831), et après avoir été pendant plusieurs années tuteur et maitre de conférences, est nommé, en 1814, comme l'un des examinateurs de l'université.
En 1825, Cardwell est choisi comme professeur Camden d'histoire ancienne et occupe la chaire pendant 35 ans, le record de durée à ce jour. En 1831, il succède à Richard Whately comme directeur du St Alban Hall (plus tard fusionné avec le Merton College).
Cardwell est l'un des meilleurs hommes d'affaires de l'université et occupe divers postes importants, parmi lesquels ceux de délégué aux publications, conservateur des galeries universitaires, directeur du département des publications bibliques et secrétaire privé des chanceliers successifs de l'Université. Il fonde la papeterie Wolvercot.
Cardwell meurt à Oxford le 23 mai 1861.

## Travaux
Les travaux majeurs de Cardwell portent sur l'histoire de l'église anglaise. Il planifie un travail approfondi sur toute l'histoire synodale de l'église en Angleterre, qui devait être basé sur Concilia Magnae Britanniae et Hiberniae de David Wilkins. Il n'en a réalisé que quelques portions. Le premier volume publié est Documentary Annals of the Reformed Church of England from 1546 to 1716, parues en 1839.
Il est suivi d'une History of Conferences, etc., liée à la Revision of the Book of Common Prayer (1840). En 1842 parait Synodalia, a Collection of Articles of Religion, Canons, and Proceedings of Convocation from 1547 to 1717, complétant la série pour cette période. Étroitement liée à ces travaux, la Reformatio Legum Ecclesiasticarum (1850), traite des efforts de réforme sous les règnes d'Henri VIII, d'Édouard VI et d'Élisabeth Ire.
Quand il est professeur Camden, Cardwell publie des éditions de «l'éthique» d'Aristote (Oxford, 1828) et son cours de Lectures on the Coinage of the Greeks and Romans (Oxford, 1832). Les conférences ne présentent qu'un aperçu de leur sujet, mais Cardwell se distingue de nombre de ses prédécesseurs à la chaire Camden par son approche critique des preuves. Il publie en 1837 une édition pour étudiants du Testament grec, et une édition des textes grecs et latins de l'Histoire de la guerre des Juifs, de Josèphe, avec des notes illustratives.
Cardwell publie également en 1854 une nouvelle édition du Synodus Anglicana d'Edmund Gibson.